# الصفنيت (ثمود)
'

تعديل مصدري - تعديل

الصفنيت هي إحدى قرى عزلة ثمود بمديرية ثمود التابعة لمحافظة حضرموت، بلغ تعداد سكانها 143 نسمة حسب تعداد اليمن لعام 2004.